# 울산 귀신고래 회유해면
울산 귀신고래 회유해면은 대한민국의 천연기념물이다. 서태평양 지역에 분포하는 귀신고래를 보호하고자 울산 부근 동해안을 중심으로 한 인근 회유 해면을 천연기념물로 지정한 것이다.

## 같이 보기
- 귀신고래